# Saint-Georges-de-la-Couée
Saint-Georges-de-la-Couée là một xã trong tỉnh Sarthe ở tây bắc nước Pháp. Xã này nằm ở khu vực có độ cao từ 77-151 mét trên mực nước biển.